# 澳洲航空30號班機事故
澳洲航空30號班機事故，是在澳洲航空從倫敦希斯路機場經香港飛往墨爾本的定期航班中所發生的事故。2008年7月25日，一架編號VH-OJK的波音747-438型客機執飛該航班，由香港飛往墨爾本途中，機身前端的行李艙突然發生輕微爆炸，令機身受損，並出現爆炸性減壓。飛機最終在馬尼拉國際機場緊急降落，全機346名乘客及19名機組人員全數生還。事後，航班機長J. Bartels、副機長B. Werninghaus及二級副機長P. Tabac，均獲頒民航界最高榮譽「北極星獎」。

## 涉事客機
肇事客機為澳航屬波音747-400型，註冊編號為VH-OJK，使用4台勞斯萊斯RB211-524G/H-T發動機，1991年5月21日首飛，6月17日交付澳洲航空。出事時此飛機的機齡約為17年。當日執飛之航班為QF30，從倫敦途經香港前往澳洲墨爾本。客機於2008年7月25日早上7時10分飛抵香港，再於早上9時從香港起飛。此航班載有346名乘客及19名機組人員。

## 事發經過
肇事澳航客機起飛大約1小時，當時飛至南中國海上空，機身右侧第2扇艙門下方近機翼和機腹位置發生爆炸，爆炸导致一個約4米乘2.5米的大洞出现，面積相當於一架小型客貨車。行李艙亦因此受損，大量行李被氣壓氣流擠到大洞邊緣。由於機身受損氣壓下降，客艙內的氧氣罩全部落下，所有乘客均戴上氧氣罩以防止缺氧。機師在5分鐘內把客機由3萬餘呎高空下降至約1萬呎，及後機艙內氣壓回復正常。
客機最後成功緊急降落在菲律賓馬尼拉機場。全機365人中無人傷亡，但仍有部分乘客落機後感到不適并嘔吐。
有外國乘客事後講述目擊經過，他們事前曾聽到「啪」的一聲巨響，之後機艙突然颳起強風，捲起雜物，氧氣罩彈出。有乘客受驚嘔吐，還有小孩及嬰兒嚇至大哭。不過機上大部分乘客均能保持鎮靜，秩序並無混亂。當涉事客機安全緊急降落馬尼拉機場一刻，全機乘客均舉手拍掌慶祝。

## 事後發展
此客機因為這次行李舱爆炸事件，於馬尼拉維修了三個多月，2008年11月運回澳洲並復出。但是此客機同月在墨爾本機場地面意外碰撞另一架飛機，又於2009年9月2日從英國倫敦經新加坡飛澳洲悉尼飛行途中出現引擎漏油事故，致使飛機須靠其餘三個引擎飛行，並緊急降落珀斯。
這架飛機後來於2011年10月22日售予尼日利亞馬克斯航空，註冊編號改為5N-HMB，服役至2017年10月2日退役，同月16日飛往皮納爾機場封存，當時機齡達26年。
事發後至今，澳洲航空QF30號航班仍是澳洲航空時間表上之固定航班，但倫敦至香港一段已於2012年3月24日起停辦，現時QF30只服務墨爾本至香港。

## 類似事故
- 阿羅哈航空243號班機
- 嬰兒空運行動事故
- 聯合航空811號班機事故
- 美國航空96號班機事故
- 土耳其航空981號班機空難

## 外部連結
- Aviation Safety Network報告 （页面存档备份，存于）